# Territori de Jebala
El Territori de Jebala va ser un dels cinc territoris en què es va dividir el protectorat espanyol del Marroc el 1935 i va perdurar fins a la independència del Marroc. Abans de la reorganització territorial del protectorat el 1943 es va dir regió de Jebala. La capital era Tetuan, capital també del protectorat. Estava situat en la part més septentrional del protectorat, confinant amb els territoris de Lucus i Xauen al sud-oest i sud-est respectivament. Estava dividit en les següents càbiles:

de Tànger-Tetuan (2010)

## Qadidats
A desembre de 1934 estava dividit en dos qadidats amb les següents cabiles:

### Qadidat de Tetuan
- Anyera

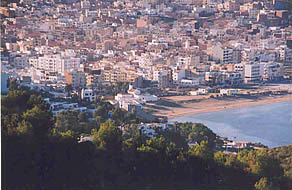
Rincón.

- El Hauz, Tetuan, seu del qadidat de regió; Castillejos, o Fnideq, en àrab :الفنيدق, al-Finīdiq, Fnidq.
- Beni Hozmar
- Beni Lait
- Beni Hassan

### Qadidat de Dar Chaui
- Fahs Espanyol
- Uadras
- Jebel Hebib
- Beni Mensauar, seu del qadidat de circumscripció.
- Beni Ider

### Qadidat de Xauen
Beni Said, pertanyia al Qadidat de Xauen.

## Províncies i prefectures del Marroc
En l'actualitat les seves càbiles pertanyen a la regió Tànger-Tetuan, quedant incloses en les prefectures de Tetuan, de M'Diq-Fnideq, Fahs Anjra i de Tànger-Assilah.